# Zhangping

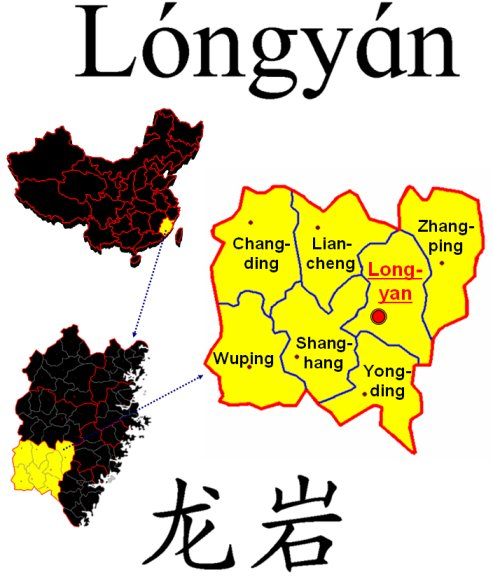
Gliederung der bezirksfreien Stadt Longyan

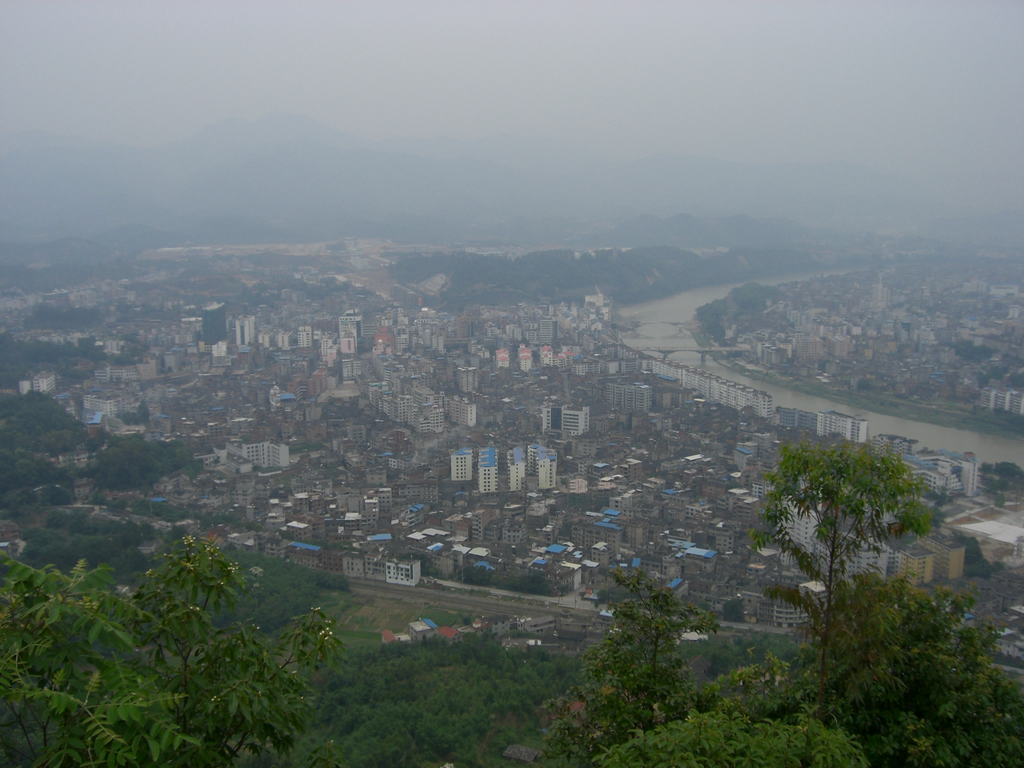
Zhangping

Zhangping (chinesisch 漳平市, Pinyin Zhāngpíng Shì) ist eine kreisfreie Stadt, die zum Verwaltungsgebiet der bezirksfreien Stadt Longyan in der chinesischen Provinz Fujian gehört. Sie hat eine Fläche von 2.956 km² und zählt 253.394 Einwohner (Stand: 2020).